# 三石佳那
三石 佳那（みついし かな、1992年3月6日 - ）は、新潟放送のアナウンサー。

## 来歴
長野県出身。日本大学法学部新聞学科卒業。
2014年に新潟放送に入社し、同期の黒崎貴之と元NHK大津放送局キャスターの田中美紗貴とともに同局のアナウンサーになる。
2019年には、TBSラジオ『爆笑問題の日曜サンデー』の特別企画・全日本ラジオ新番組選手権で自身の担当番組『三石佳那の夜はフツーでいいじゃない。』がグランプリに選ばれた。また2021年には、第46回（2020年度）アノンシスト賞のテレビフリートーク部門で優秀賞を受賞した。
2021年7月5日放送の『三石佳那の夜はフツーでいいじゃない。』で、同期の黒崎と同年6月下旬に結婚・入籍したことを公表した。

## 担当番組

### テレビ番組
- ダイばん！ - MC[8]
- 週刊 県政ナビ - ナレーター[8]
- BSN水曜見ナイト - リポーター[9]、生中継担当[10]
- 新潟ジョシ部![11]
- 情熱にいがた[12]
- 土曜ランチTV なじラテ。 - MC[10]

### ラジオ番組
- 近藤丈靖の独占!ごきげんアワー - 月曜アシスタント[注釈 1]、「鉄道ワンダフルクイズ」リポーター[15]
- 今宵ぷらっと朝日山[16]
- 三石佳那の夜はフツーでいいじゃない。